# Pont de Noblat
Le pont de Noblat est un pont en arc français qui franchit la Vienne à Saint-Léonard-de-Noblat, dans la Haute-Vienne, en Nouvelle-Aquitaine. Pont en pierre dont la première mention écrite remonte à 1262, il est inscrit monument historique depuis le 5 juin 2007.